# Lippia oatesii
Lippia oatesii là một loài thực vật có hoa trong họ Cỏ roi ngựa. Loài này được Rolfe mô tả khoa học đầu tiên năm 1889.